# Wenceslau Braz, Minas Gerais
Wenceslau Braz  este un oraș în Minas Gerais (MG), Brazilia.